# 大索科伊
大索科伊，是匈牙利托尔瑙州所辖的一个村，总面积27.99平方公里，总人口875，人口密度31.3人/平方公里（2010年1月1日）。